# Gunter Herrmann
Gunter Herrmann (* 7. August 1938 in Bitterfeld; † 26. Juni 2019 in Radebeul) war ein deutscher freischaffender Maler und Graphiker sowie Restaurator.

## Leben und Wirken
Herrmann legte von 1956 bis 1958 ein Praktikum im Malsaal der Landesbühnen Sachsen in Radebeul ab. Gleich danach studierte er bis 1961 Malerei an der Hochschule für Bildende Künste Dresden. Herrmann hatte „intensive Begegnungen“ mit den Radebeuler Malern Theodor Rosenhauer (1901–1996), Paul Wilhelm (1886–1965) und Karl Kröner (1887–1972). Später gehörte er zu einem Kreis junger Dresdener Maler, der sich um Jürgen Böttcher gebildet hatte. Eine Künstlerfreundschaft bestand auch mit der Kostümbildnerin Erika Simmank-Heinze.
Herrmann war von 1962 bis 1990 Mitglied des Verbands Bildender Künstler der DDR (VBK), dann des Sächsischen Künstlerbunds. Er hatte in der DDR eine bedeutende Zahl von Einzelausstellungen und war auf wichtigen zentralen Ausstellungen vertreten, u. a. 1982/1983 und 1987/1988 in Dresden auf der IX. und X. Kunstausstellung der DDR. Seit 1966 stellte er in über 50 Personalausstellungen aus, unter anderem im Leonhardi-Museum sowie im Residenzschloss Dresden.
Er beschäftigte sich mit Wandmalerei und ab 1973 mit der Druckgrafik. Der Kunstkritiker Lothar Lang nannte ihn „malerischer Graphiker“. Seit 1976 verwendete er Sand und Erde in seiner Malerei, seit 1980 auch im Tiefdruckverfahren. Herrmann war 1976 zusammen mit Werner Wittig Mentor für Horst Hille zur Aufnahme in den VBK.
Herrmann lebte und arbeitete im Turmhaus des Grundhofs im sächsischen Radebeul-Niederlößnitz, wo auch bereits Kröner und Wilhelm gearbeitet hatten.
Als Restaurator wirkte Herrmann unter anderem am Grundhof wie auch an der Mietvilla Humboldtstraße 5. Die Bauherren beider Bauten wurden mit dem Radebeuler Bauherrenpreis (1999 bzw. 1997) ausgezeichnet. Außerdem restaurierte er ab 1977 die Ausmalungen im Berg- und Lusthaus der Hoflößnitz.
Herrmann erhielt im Jahr 1998 den Kunstpreis der Großen Kreisstadt Radebeul und 1999 den Helen-Abbott-Förderpreis für Bildende Kunst.

## Werkbeispiele
- Tagebau im Muldental (1981, Öl/Mischtechnik)

- Eis auf dem Muldenstausee (1985, Acryl, 65 × 100 cm)

- Selbstbildnis (1985)[4]
- Eemland (1987)[5]
- Abends in Moritzburg (1995)[6]
- Sächsische Schweiz (1996)[7]
- Magische Zeit (Acryl, Sand, 50,5 × 65,4 cm, 1998)[8]
- Schwangere (1998)[9]
- Sturzacker (Acryl, 1999)[10]

## Schriften
- Restaurierungen an und in den Gebäuden des Weingutes seit 1977. In: Heinrich Magirius (Hrsg.): 600 Jahre Hoflößnitz. Historische Weingutanlage. Sandstein Verlag, Dresden 2001, ISBN 3-930382-60-1, S. 177–181.